# Brachymonas denitrificans
Brachymonas denitrificans es una bacteria gramnegativa del género Brachymonas. Fue descrita en el año 1995, es la especie tipo. Su etimología hace referencia a desnitrificación. Es aerobia e inmóvil. Tiene un tamaño de 0,6-1,0 μm de ancho por 1,2-2,0 μm de largo. Catalasa y oxidasa positivas. Forma colonias amarillas, lisas, convexas y opacas. Temperatura de crecimiento entre 10-40 °C, óptima de 30-35 °C. Se ha aislado de lodos activados en plantas de tratamiento de aguas. 